# Conrad Orzel
Conrad Orzel (ur. 11 lipca 2000 w Toronto) – kanadyjski łyżwiarz figurowy, startujący w konkurencji solistów. Medalista zawodów z cyklu Junior Grand Prix, wicemistrz Kanady seniorów (2023) i juniorów (2017).
Orzel potrafi mówić w języku angielskim, polskim i francuskim. Ma młodszą siostrę Amelię (ur. 2003), która także trenuje łyżwiarstwo figurowe.

## Osiągnięcia
| Zawody                                | 14–15          | 15–16          | 16–17          | 17–18          | 18–19          | 19–20          | 20–21          | 21–22          | 22–23          | 23–24          |                |                |                |                |                |                |                |
| Międzynarodowe                        | Międzynarodowe | Międzynarodowe | Międzynarodowe | Międzynarodowe | Międzynarodowe | Międzynarodowe | Międzynarodowe | Międzynarodowe | Międzynarodowe | Międzynarodowe | Międzynarodowe | Międzynarodowe | Międzynarodowe | Międzynarodowe | Międzynarodowe | Międzynarodowe | Międzynarodowe |
| ------------------------------------- | -------------- | -------------- | -------------- | -------------- | -------------- | -------------- | -------------- | -------------- | -------------- | -------------- | -------------- | -------------- | -------------- | -------------- | -------------- | -------------- | -------------- |
| Mistrzostwa świata                    |                |                |                |                |                |                |                |                | 26             |                |                |                |                |                |                |                |                |
| Mistrzostwa czterech kontynentów      |                |                |                |                |                |                |                |                | 8              | 17             |                |                |                |                |                |                |                |
| GP Skate Canada International         |                |                |                |                |                |                | C              | 9              | 11             | 10             |                |                |                |                |                |                |                |
| GP NHK Trophy                         |                |                |                |                |                | 12             |                |                | 10             |                |                |                |                |                |                |                |                |
| GP Cup of China                       |                |                |                |                |                | 11             |                |                |                |                |                |                |                |                |                |                |                |
| CS Autumn Classic International       |                |                |                |                |                | 6              |                | 1              |                |                |                |                |                |                |                |                |                |
| CS Finlandia Trophy                   |                |                |                |                |                |                |                |                | 11             |                |                |                |                |                |                |                |                |
| CS Golden Spin of Zagreb              |                |                |                |                |                |                |                | 10             |                |                |                |                |                |                |                |                |                |
| CS Memoriał Ondreja Nepeli            |                |                |                |                |                |                |                |                |                | 9              |                |                |                |                |                |                |                |
| Bavarian Open                         |                |                |                |                | 2              |                |                |                |                |                |                |                |                |                |                |                |                |
| Międzynarodowe: Kategorie młodzieżowe |                |                |                |                |                |                |                |                |                |                |                |                |                |                |                |                |                |
| Mistrzostwa świata juniorów           |                |                | 13             | 13             |                |                |                |                |                |                |                |                |                |                |                |                |                |
| JGP w Austrii                         |                |                |                | 7              | 4              |                |                |                |                |                |                |                |                |                |                |                |                |
| JGP we Francji                        |                |                | 10             |                |                |                |                |                |                |                |                |                |                |                |                |                |                |
| JGP w Niemczech                       |                |                | 2              |                |                |                |                |                |                |                |                |                |                |                |                |                |                |
| JGP w Polsce                          |                |                |                | 3              |                |                |                |                |                |                |                |                |                |                |                |                |                |
| JGP w Słowenii                        |                |                |                |                | 4              |                |                |                |                |                |                |                |                |                |                |                |                |
| Bavarian Open                         |                |                | 2 J            |                |                |                |                |                |                |                |                |                |                |                |                |                |                |
| Coupe du Printemps                    |                | 3 J            |                |                |                |                |                |                |                |                |                |                |                |                |                |                |                |
| Krajowe                               |                |                |                |                |                |                |                |                |                |                |                |                |                |                |                |                |                |
| Mistrzostwa Kanady                    | 3 N            | 5 J            | 2 J            | 11             | 5              | 6              | C              | 9              | 2              |                |                |                |                |                |                |                |                |
| SC Challenge                          | 4 N            | 4 J            | 3 J            | 7              | 3              |                | 5              |                |                |                |                |                |                |                |                |                |                |